# Tournoi des Six Nations féminin 2013
Cet article traite de l'épreuve féminine. Pour la compétition masculine, voir Tournoi des Six Nations masculin 2013.
Pour un article plus général, voir Tournoi des Six Nations féminin.
Navigation
Tournoi féminin 2012 Tournoi féminin 2014
Le Tournoi des Six Nations féminin 2013, connu aussi comme RBS 6 Nations féminin en raison du sponsor Royal Bank of Scotland, est la douzième édition du Tournoi des six nations féminin, une compétition annuelle de rugby à XV disputée par six équipes européennes : Angleterre, pays de Galles, Irlande, France, Écosse et Italie.
Le tournoi se déroule du 2 février au 17 mars 2013 les mêmes semaines que pour le Tournoi masculin et selon un calendrier de cinq journées pendant lesquelles chaque participant affronte toutes les autres. Les trois équipes qui, cette année, ont l'avantage de jouer un match de plus à domicile sont l'Angleterre, l'Écosse et l'Italie.

## Classement
| Rang | Nation         | J | V | N | D | Pm  | Pe  | Diff | Pts |
| ---- | -------------- | - | - | - | - | --- | --- | ---- | --- |
| 1    | Irlande        | 5 | 5 | 0 | 0 | 88  | 26  | +62  | 10  |
| 2    | France         | 5 | 3 | 0 | 2 | 160 | 48  | +112 | 6   |
| 3    | Angleterre (T) | 5 | 3 | 0 | 2 | 150 | 71  | +79  | 6   |
| 4    | Pays de Galles | 5 | 2 | 0 | 3 | 55  | 79  | -24  | 4   |
| 5    | Italie         | 5 | 2 | 0 | 3 | 39  | 68  | -29  | 4   |
| 6    | Écosse         | 5 | 0 | 0 | 5 | 3   | 203 | -200 | 0   |

|  | Vainqueur du tournoi (n°1). |
|  | T : tenant du titre.        |

Attribution des points : Deux points sont attribués pour une victoire, un point pour un match nul, aucun point en cas de défaite.
Règles de classement : 1. point ; 2. différence de points de matchs ; 3. nombre d'essais marqués ; 4. titre partagé.

## Calendriers des matchs
Les heures sont données dans les fuseaux utilisés par les pays participants : WET (UTC+0) dans les îles Britanniques et CET (UTC+1) en France et en Italie.
Première journée
| 2 février à 14 h 30 | Brescia                             | Italie         | 13 – 12 | France  |
| 2 février à 14 h 00 | Molesey Road, Esher                 | Angleterre     | 76 – 0  | Écosse  |
| 3 février à 13 h 30 | Talbot Athletic Ground, Port Talbot | Pays de Galles | 10 – 12 | Irlande |

Deuxième journée
| 8 février à 18 h 30  | Stade Marcel-Levindrey, Laon | France  | 32 – 0 | Pays de Galles |
| 9 février à 14 h 00  | Ashbourne                    | Irlande | 25 – 0 | Angleterre     |
| 10 février à 14 h 00 | Mayfield, Dundee             | Écosse  | 0 – 8  | Italie         |

Troisième journée
| 23 février à 14 h 00 | Lasswade, Édimbourg          | Écosse     | 3 – 30  | Irlande        |
| 23 février à 19 h 20 | Stade de Twickenham, Londres | Angleterre | 20 – 30 | France         |
| 24 février à 14 h 30 | Bénévent                     | Italie     | 15 – 16 | Pays de Galles |

Quatrième journée
| 8 mars à 19 h 30  | Ashbourne                  | Irlande    | 15 – 10 | France         |
| 9 mars à 13 h 00  | Molesey Road, Esher        | Angleterre | 34 – 0  | Italie         |
| 10 mars à 14 h 00 | Scotstoun Stadium, Glasgow | Écosse     | 0 – 13  | Pays de Galles |

Cinquième journée
| 15 mars à 18 h 00 | Stade Bourillot, Dijon              | France         | 76 – 0  | Écosse     |
| 17 mars à 14 h 30 | Parabiago                           | Italie         | 3 – 6   | Irlande    |
| 17 mars à 14 h 30 | Talbot Athletic Ground, Port Talbot | Pays de Galles | 16 – 20 | Angleterre |